# Crash Bash
Crash Bash (Crash Bandicoot Carnival no Japão) é o quinto jogo da série Crash, assim como o último da série para o PlayStation. Foi desenvolvido pela Eurocom em 9 de novembro de 2000.

## História
Numa espécie de templo flutuante no Hiperespaço, Aku Aku e Uka Uka discutem para ver quem é melhor: o bem ou o mal. Para que isso seja resolvido, Aku Aku tem a ideia de escolher pessoas que lutem entre si, como um time. Aku Aku escolhe Crash e Coco, enquanto Uka Uka escolhe Dingodile, Tiny Tiger, Nitrus Brio, Neo Cortex, Koala Kong e Rilla Roo. Como a divisão dos times fica desigual, Dingodile e Tiny Tiger passam para o lado do bem.

## Personagens
O jogo traz de volta Crash, Coco, Tiny Tiger e Dingodile no time do bem e Dr. Neo Córtex, Nitrus Brio, Koala Kong e o novato Rilla Roo (uma mistura de gorila com canguru) no time do mal. Cada um tem os seus ataques: Crash e Coco atacam com seus famosos giros, Neo Córtex e Nitrus Brio usam armas laser, Koala Kong e Tiny Tiger chutam e Dingodile e Rilla Roo usam sua cauda. Se o jogador vencer com um personagem do bem ou do mal, cada fim tem seu jeito. A versão japonesa tem a participação de Fake Crash. O jogo também apresenta várias aparições, como as de Papu Papu, os Irmãos Komodo, Nitrus Oxide e o novato Bearminator (o urso polar gigantesco que corre atrás de Crash no jogo Crash Bandicoot 2) como chefes, N. Gin como obstáculo em "N. Ballism", Ripper Roo como um obstáculo no nível "El Pogo Loco" e Penta Penguin em um obstáculo no nível "Snow Bash".

## Recepção
Crash Bash recebeu críticas bastante positivas dos críticos após o lançamento. A GamesRadar descreveu o jogo como "o mais divertido para quatro jogadores que nem mesmo Ron Jeremy poderia oferecer". Human Tornado da GamePro notou que a coleção de minigames foram "feitos à medida para até quatro jogadores" e disse que "não quer dizer que Crash Bash não possa ser jogado sozinho, mas quando há uma sala cheia de pessoas, Crash Bash de repente se torna dez vezes mais divertido". Shawn Sparks da Game Revolution elogiou os gráficos "sólidos", muitos minigames e "multiplayer grande", e disse que "a enorme variedade de minijogos vão entreter qualquer festa por horas a fio (ou pelo menos até a cerveja acabar)". Doug Perry, da IGN, concluiu que "não é original e não é profundo, mas é embalado com toneladas de jogos bobos e é um ímã social entre a elite geek". Ryan Davis, do GameSpot, descreveu Crash Bash como "completamente no meio da estrada. Suas falhas podem não ser gritantes, mas não há nada no jogo que realmente brilhe".